# Ungerns Grand Prix 2018
Ungerns Grand Prix 2018, officiellt Formula 1 Rolex Magyar Nagydíj 2018, var ett Formel 1-lopp som kördes 29 juli 2018 på Hungaroring i Mogyoród i Ungern. Loppet  var det tolfte av sammanlagt tjugoen deltävlingar ingående i Formel 1-säsongen 2018 och kördes över 70 varv.

## Kval
| Pos.                   | Nr | Förare            | Konstruktör               | Kvaltider | Kvaltider | Kvaltider | Start- grid |
| Pos.                   | Nr | Förare            | Konstruktör               | Q1        | Q2        | Q3        | Start- grid |
| ---------------------- | -- | ----------------- | ------------------------- | --------- | --------- | --------- | ----------- |
| 1                      | 44 | Lewis Hamilton    | Mercedes                  | 1.17,419  | 1.31,242  | 1.35,658  | 1           |
| 2                      | 77 | Valtteri Bottas   | Mercedes                  | 1.17.123  | 1.32,081  | 1.35,918  | 2           |
| 3                      | 7  | Kimi Räikkönen    | Ferrari                   | 1.17,526  | 1.32,762  | 1.36,186  | 3           |
| 4                      | 5  | Sebastian Vettel  | Ferrari                   | 1.16,666  | 1.28,636  | 1.36,210  | 4           |
| 5                      | 55 | Carlos Sainz Jr.  | Renault                   | 1.17,829  | 1.30,771  | 1.36,743  | 5           |
| 6                      | 10 | Pierre Gasly      | Scuderia Toro Rosso-Honda | 1.18,577  | 1.31,286  | 1.37,591  | 6           |
| 7                      | 33 | Max Verstappen    | Red Bull Racing-TAG Heuer | 1.16,940  | 1.31,178  | 1.38,032  | 7           |
| 8                      | 28 | Brendon Hartley   | Scuderia Toro Rosso-Honda | 1.18,429  | 1.32,590  | 1.38,128  | 8           |
| 9                      | 20 | Kevin Magnussen   | Haas-Ferrari              | 1.18,314  | 1.32,968  | 1.39,858  | 9           |
| 10                     | 8  | Romain Grosjean   | Haas-Ferrari              | 1.17,901  | 1.33,650  | 1.40,593  | 10          |
| 11                     | 14 | Fernando Alonso   | McLaren-Renault           | 1.18,208  | 1.35,214  |           | 11          |
| 12                     | 3  | Daniel Ricciardo  | Red Bull Racing-TAG Heuer | 1.18,540  | 1.36,442  |           | 12          |
| 13                     | 27 | Nico Hülkenberg   | Renault                   | 1.17,905  | 1.36,506  |           | 13          |
| 14                     | 9  | Marcus Ericsson   | Sauber-Ferrari            | 1.18,641  | 1.37,075  |           | 14          |
| 15                     | 18 | Lance Stroll      | Williams-Mercedes         | 1.18,560  | Ingen tid |           | Depå        |
| 16                     | 2  | Stoffel Vandoorne | McLaren-Renault           | 1.18,782  |           |           | 15          |
| 17                     | 16 | Charles Leclerc   | Sauber-Ferrari            | 1.18,817  |           |           | 16          |
| 18                     | 31 | Esteban Ocon      | Force India-Mercedes      | 1.19,142  |           |           | 17          |
| 19                     | 11 | Sergio Pérez      | Force India-Mercedes      | 1. 19,200 |           |           | 18          |
| 20                     | 35 | Sergey Sirotkin   | Williams-Mercedes         | 1.19,301  |           |           | 29          |
| 107 %-gränsen:1.22,032 |    |                   |                           |           |           |           |             |
| Källor:                |    |                   |                           |           |           |           |             |

## Lopp
| Pos.    | Nr | Förare            | Konstruktör               | Varv | Tid/Bröt    | Grid | Poäng |
| ------- | -- | ----------------- | ------------------------- | ---- | ----------- | ---- | ----- |
| 1       | 44 | Lewis Hamilton    | Mercedes                  | 70   | 1:37.16,427 | 1    | 25    |
| 2       | 5  | Sebastian Vettel  | Ferrari                   | 70   | +17,123     | 4    | 18    |
| 3       | 7  | Kimi Räikkönen    | Ferrari                   | 70   | +20,101     | 3    | 15    |
| 4       | 3  | Daniel Ricciardo  | Red Bull Racing-TAG Heuer | 70   | +46,419     | 12   | 12    |
| 5       | 77 | Valtteri Bottas   | Mercedes                  | 70   | +60,000     | 2    | 10    |
| 6       | 10 | Pierre Gasly      | Toro Rosso-Honda          | 70   | +73,273     | 6    | 8     |
| 7       | 20 | Kevin Magnussen   | Haas-Ferrari              | 69   | +1 varv     | 9    | 6     |
| 8       | 14 | Fernando Alonso   | McLaren-Renault           | 69   | +1 varv     | 11   | 4     |
| 9       | 55 | Carlos Sainz Jr.  | Renault                   | 69   | +1 varv     | 5    | 2     |
| 10      | 8  | Romain Grosjean   | Haas-Ferrari              | 69   | +1 varv     | 10   | 1     |
| 11      | 3  | Brendon Hartley   | Toro Rosso-Honda          | 69   | +1 varv     | 8    |       |
| 12      | 27 | Nico Hülkenberg   | Renault                   | 69   | +1 varv     | 13   |       |
| 13      | 31 | Esteban Ocon      | Force India-Mercedes      | 69   | +1 varv     | 17   |       |
| 14      | 11 | Sergio Pérez      | Force India-Mercedes      | 69   | +1 varv     | 18   |       |
| 15      | 9  | Marcus Ericsson   | Sauber-Ferrari            | 68   | +2 varv     | 14   |       |
| 16      | 35 | Sergey Sirotkin   | Williams-Mercedes         | 68   | +2 varv     | 19   |       |
| 17      | 18 | Lance Stroll      | Williams-Mercedes         | 68   | +2 varv     | Depå |       |
| Bröt    | 2  | Stoffel Vandoorne | McLaren-Renault           | 49   |             | 15   |       |
| Bröt    | 33 | Max Verstappen    | Red Bull Racing-TAG Heuer | 5    |             | 7    |       |
| Bröt    | 16 | Charles Leclerc   | Sauber-Ferrari            | 0    | Kylsystem   | 16   |       |
| Källor: |    |                   |                           |      |             |      |       |